# Wallander
Wallander és una sèrie de televisió britànica creada per Philip Martin. És la segona adaptació de les novel·les de l'escriptor suec Henning Mankell i la tercera sèrie que agafa el personatge de Kurt Wallander. Fou produïda per Yellow Bird, Left Bank Pictures i TKBC per a la BBC a Escòcia i difosa des del 30 de novembre de 2008 a la BBC One.
A la versió original britànica, cada temporada comporta tres episodis, corresponent cadascun a una novel·la.

## Adaptacions anteriors
La primera adaptació va ser rodada entre 1994 i 2007 per a la televisió sueca, amb Rolf Lassgård en el paper principal. Van ser nou episodis corresponent a les vuit primeres novel·les i al recull de narracions Pyramiden.
Una segona sèrie posa en escena el personatge de Kurt Wallander, encarnat per l'actor Krister Henriksson, va ser difosa el 2005 i 2006. El primer episodi, Innan frosten, és una adaptació de la novel·la Abans del gel, mentre els dotze guions següents són creacions originals. Aquest segon sèrie va ser prolongada, l'any 2009-2010, per una segona temporada de tretze episodis, igualment composta de guions originals.

## Sinopsi
Kurt Wallander és un inspector de policia a la petita ciutat de Ystad, al sud de Suècia. Separat de la seva dona, és el pare d'una noia, Linda, que ho fa tot perquè ell trobi algú. Però aquest home es consagra nit i dia a resoldre les investigacions que li són confiades amb el seu equip, a costa de la seva vida privada. El seu únic objectiu és aturar els homicides. Mentre lluita sempre per descobrir la veritat, Wallander es troba enfrontat als aspectes més foscos de la societat sueca.

## Repartiment
- Kenneth Branagh: Kurt Wallander

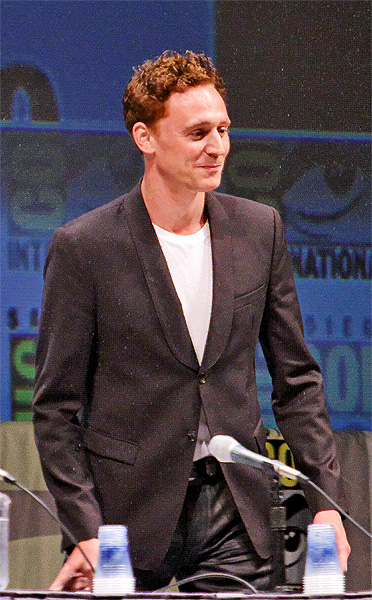
L'actor Tom Hiddleston, intèrpret de Magnus Martinsson durant els dues primeres temporades.

- Tom Hiddleston: Magnus Martinsson (temporades 1 i 2)
- Jeany Spark: Linda Wallander
- David Warner: Povel Wallander (temporades 1 i 2)
- Richard McCabe: Nyberg
- Polly Hemingway: Gertrude
- Sadie Shimmin: Lisa Holgersson
- Sarah Smart: Anne-Brit Hoglund
- Jessica lloyd: Doctor Malmström

## Episodis
L'ordre de difusió dels episodis no té a veure amb l'ordre de publicació de les novel·les i relats, ni amb l'ordre cronològic de les històries originals.
La diferent cronologia entre les novel·les i les sèries de televisió porta al desplaçament de certs elements biogràfics de l'heroi: per exemple, a la novel·la Den vita lejoninnan Kurt Wallander mata involuntàriament un home per primera vegada, i després torna al seu lloc a la comissaria d'Ystad a la següent novel·la Mannen som log. A la sèrie de televisió, Wallander mata a un home en l'episodi Faceless Murderers i torna al seu treball en el següent episodi, Mannen som log .
Així mateix, a la novel·la Hundarna i Riga, Wallander viu sempre al pis de Mariagatan a Ystad, mentre, a l'episodi televisat, viu en una casa aïllada al camp, amb el seu gos, un labrador anomenat « Jussi », i hi rep el major Lieba que, a la novel·la, no ha conegut ni la casa ni el gos.

### Primera temporada (2008)
1. Sidetracked, adaptació de la novel·la Villospår
2. Firewall, adaptació de la novel·la  Brandvägg
3. One Step Behind, adaptació de la novel·la Steget Efter

### Segona temporada (2010)
1. Faceless Killers, adaptació de la novel·la Mördare utan ansikte
2. The Man Who Smiled, adaptació de la novel·la Mannen som log
3. The Fifth Woman, adaptació de la novel·la Den femte kvinnan

### Tercera temporada (2012)
1. Any Event in Autumn, adaptació de la novel·la curta  Handen
2. The Dogs of Riga, adaptació de la novel·la  Hundarna i Riga
3. Before the Frost, adaptació de la novel·la Innan frosten

### Quarta temporada (2016)
1. The White Lioness, adaptació de la novel·la Den vita lejoninnan.
2. A Lesson in Love, adaptació de la novel·la  Den orolige mannen.
3. The Troubled Man, adaptació de la novel·la  Den orolige mannen.

Després de l'acabament d'aquesta quarta temporada, i mentre s'adapten les deu novel·les i el relat breu aïllat Handen, és molt improbable que els cinc relats breus que constitueixen la col·lecció Pyramiden s'adaptin com són amb Kenneth Branagh com intèrpret principal. De fet, la primera de les històries, The Knife Knife, se suposa que hauria de tenir lloc vint anys abans de la primera de les novel·les de la sèrie, amb un jove Wallander, just fora de l'acadèmia de policia, mentre que el seu intèrpret Kenneth Branagh té cinquanta anys el 2015.